# Miroslav Zelinka
Miroslav Zelinka (Praag, 23 februari 1981) is een Tsjechisch voormalig voetbalscheidsrechter. Hij was in dienst van FIFA en UEFA tussen 2012 en 2021. Ook leidde hij van 2009 tot 2023 wedstrijden in de Fortuna liga.
Op 28 februari 2009 leidde Zelinka zijn eerste wedstrijd op het hoogste niveau in Tsjechië. De wedstrijd tussen FC Tescoma Zlín en SK Kladno eindigde in 0–0. Hij gaf in dit duel zes gele kaarten. Twee jaar later, op 30 juni 2011, floot de scheidsrechter zijn eerste wedstrijd in de UEFA Europa League. Honka Espoo en Nõmme Kalju troffen elkaar in de eerste ronde (0–0). In dit duel deelde de Tsjechische leidsman vijf gele kaarten uit. Zijn eerste wedstrijd in de UEFA Champions League volgde op 1 augustus 2012, toen in de derde ronde Celtic met 2–1 won van HJK Helsinki. Zelinka gaf in dit duel driemaal een gele kaart aan een speler.

## Interlands
| Datum             | Plaats                        | Wedstrijd                        | Uitslag | Competitie             | Kreeg geel | Kreeg voor de tweede keer geel en dus rood | Weggestuurd |
| ----------------- | ----------------------------- | -------------------------------- | ------- | ---------------------- | ---------- | ------------------------------------------ | ----------- |
| 16 oktober 2012   | Zenica, Bosnië en Herzegovina | Bosnië en Herzegovina – Litouwen | 3 – 2   | WK 2014 kwalificatie   | 4          | 0                                          | 0           |
| 10 september 2013 | Astana, Kazachstan            | Kazachstan – Zweden              | 0 – 1   | WK 2014 kwalificatie   | 3          | 0                                          | 0           |
| 4 september 2014  | Žilina, Slowakije             | Slowakije – Malta                | 1 – 0   | Vriendschappelijk      | 1          | 0                                          | 0           |
| 11 oktober 2014   | Glasgow, Schotland            | Schotland – Georgië              | 1 – 0   | EK 2016 kwalificatie   | 4          | 0                                          | 0           |
| 14 november 2014  | Rennes, Frankrijk             | Frankrijk – Albanië              | 1 – 1   | Vriendschappelijk      | 1          | 0                                          | 0           |
| 5 juni 2015       | Debrecen, Hongarije           | Hongarije – Litouwen             | 4 – 0   | Vriendschappelijk      | 1          | 0                                          | 0           |
| 4 september 2015  | Novi Sad, Servië              | Servië – Armenië                 | 2 – 0   | EK 2016 kwalificatie   | 3          | 0                                          | 0           |
| 12 oktober 2015   | Wenen, Oostenrijk             | Oostenrijk – Liechtenstein       | 3 – 0   | EK 2016 kwalificatie   | 3          | 0                                          | 0           |
| 13 november 2015  | Trnava, Slowakije             | Slowakije – Zwitserland          | 3 – 2   | Vriendschappelijk      | 3          | 0                                          | 0           |
| 25 maart 2016     | Dublin, Ierland               | Ierland – Zwitserland            | 1 – 0   | Vriendschappelijk      | 2          | 0                                          | 0           |
| 1 juni 2016       | Gdańsk, Polen                 | Polen – Nederland                | 1 – 2   | Vriendschappelijk      | 2          | 0                                          | 0           |
| 6 september 2016  | Zenica, Bosnië en Herzegovina | Bosnië en Herzegovina – Estland  | 5 – 0   | WK 2018 kwalificatie   | 3          | 0                                          | 0           |
| 28 maart 2017     | Innsbruck, Oostenrijk         | Oostenrijk – Finland             | 1 – 1   | Vriendschappelijk      | 0          | 0                                          | 0           |
| 11 juni 2017      | Shkodër, Kosovo               | Kosovo – Turkije                 | 1 – 4   | WK 2018 kwalificatie   | 3          | 1                                          | 0           |
| 7 oktober 2017    | Andorra la Vella, Andorra     | Andorra – Portugal               | 0 – 2   | WK 2018 kwalificatie   | 4          | 0                                          | 0           |
| 14 oktober 2018   | Tórshavn, Faeröer             | Faeröer – Kosovo                 | 1 – 1   | Nations League 2018/19 | 4          | 0                                          | 0           |